# Joaquim Pereirinha
Joaquim Pereirinha, de son nom complet Joaquim Miguel Pedreirinho Pereirinha, est un footballeur portugais né le 26 novembre 1958 à Lisbonne. Il évolue au poste de défenseur droit durant sa carrière.

## Biographie
Pereirinha commence sa carrière professionnelle à Benfica en 1977, où il joue 40 matchs et marque 2 buts en trois saisons. Avec les Aigles, il remporte la Coupe du Portugal en 1980.
Il dispute deux matchs en Coupe des clubs champions lors de la saison 1984-1985 dont une rencontre en quart de finale aller contre Liverpool. Benfica est éliminé à ce stade contre le futur vainqueur.
La saison suivante en 1978-1979, il dispute 3 matchs en Coupe UEFA dont un match perdu en prolongations contre le Borussia Mönchengladbach là encore contre le futur vainqueur de la compétition.
En 1980, il rejoint l'Amora FC, jouant deux saisons solides avec 48 apparitions et un but. Son passage est suivi par un transfert au Belenenses, où il reste trois ans et dispute 34 matchs.
En 1985, Joaquim Pereirinha signe au SC Farense, devenant un pilier de l'équipe pour six saisons avec 109 apparitions et 5 buts. Il termine sa carrière au União Montemor (en) en 1993.

## Vie personnelle
Il est le père de Bruno Pereirinha, également footballeur professionnel.

## Palmarès
Benfica Lisbonne
- Coupe du Portugal :
  - Vainqueur : 1979-1980

 Belenenses
- II Divisão :
  - Vainqueur : 1978-1979